# Salangselva
Die Salangselva (auch Salangsdalelva) ist ein Fluss im nordnorwegischen Fylke Troms. Der Fluss fließt durch die beiden Kommunen Bardu und Salangen, wo er schließlich ins Meer mündet.

## Verlauf
Die Salangselva fließt am östlichen Ufer dem nahe der Grenze zu Schweden gelegenen See Isvatnet (nordsamisch: Jiekŋajávri), der auf einer Höhe von etwa 800 moh. liegt, ab. Zunächst verläuft der Fluss unter dem Namen Stordalselva (nordsamisch: Stuoravákkejohka) in Richtung Osten, bevor er weiter in den Norden fließt, wo er in der Nähe des Weilers Bonås mit der Budalselva zusammenfließt. Ab diesem Punkt trägt das Gewässer den Namen Salangselva und durchquert in der Folge das Tal Salangsdalen. In diesem Abschnitt verläuft parallel zum Fluss die Europastraße 6 (E6).
Schließlich fließt der Fluss in Westrichtung weiter und bildet eine gewisse Zeit lang die Grenze zwischen Bardu und Salangen. In diesem Flussabschnitt befindet sich der etwa 15 Meter hohe Wasserfall Kistefossen. In der Gemeinde Salangen durchquert die Salangselva schließlich die Seen Øvervatnet und Nervatnet, bevor sie bei der Ortschaft Sjøvegan in den Fjord Salangen mündet.

## Fischbestand
In der Salangselva leben zahlreiche Fische, unter anderem Wandersaiblinge. Es sind zudem Fischtreppen verbaut.